# Польское ортопедическое и травматологическое общество
Польское ортопедическое и травматологическое общество (пол. Polskie Towarzystwo Ortopedyczne i Traumatologiczne) — польское научное общество, основанное в 1928 году.
Согласно Уставу, целью Общества является объединение врачей, интересующихся ортопедией, травматологией и улучшением опорно-двигательного аппарата; распространение последних достижений науки среди членов Общества; повышение уровня профессиональных навыков и поощрение научно-исследовательской работы; сотрудничество в области специализации и обучения членов Общества; оказание помощи членам Общества в их профессиональной и научной деятельности; сотрудничество с органами государственной власти и местного самоуправления, средствами массовой информации и другими субъектами в решении проблем здравоохранения; стимулирование издательской деятельности, способствующей пропаганде знаний в области ортопедии и травматологии; организация научного сотрудничества с национальными и международными научными обществами; презентация польской ортопедии и травматологии за рубежом.
В состав Общества входят 16 территориальных филиалов и 6 научных секций.
Общество издаёт научный журнал Chirurgia Narządów Ruchu i Ortopedia Polska, являющийся его официальным печатным органом. В журнале размещаются публикации оригинальных клинических и экспериментальных работ в области ортопедии, травматологии и реабилитации опорно-двигательного аппарата. Журнал также публикует рецензии на книги, отчеты о международных научных конференциях, конгрессах и тренингах, а также информацию о деятельности Общества.
Общество сотрудничает с ведущими профильными международными организациями, в том числе с Европейской федерацией национальных ассоциаций ортопедии и травматологии (англ. European Federation of National Associations of Orthopedics and Traumatology) и Международным обществом ортопедической хирургии и травматологии (англ. International Society of Orthopaedic Surgery and Traumatology).
Обществом утверждены и вручаются почётный знак и медали за выдающиеся достижения в польской и мировой ортопедии и травматологии опорно-двигательного аппарата.
Председателем Общества является доктор медицинских наук, профессор Leszek Romanowski.